# Aitona
Aitona és una vila i municipi de la comarca del Segrià, Catalunya.

## Història
L'origen de la ciutat se situa en un antic castell sarraí, citat en documents de 1120. Va ser conquerit per Ermengol VI d'Urgell en 1145. Durant tota l'Edat Mitjana i inicis de l'Edat Moderna, la majoria dels habitants van ser musulmans als quals es va concedir un règim jurídic especial que va prevaldre fins a la seva expulsió en 1610. Va ser possessió de la corona fins a 1212, any que es va formar la baronia d'Aitona. El 1233 va quedar en mans de la família Montcada.
El topònim és d'origen àrab, en documents antics apareix sota el nom d'Azitona (segle xii). Probablement prové del mot àrab zäituna, «oliva».

## Geografia
- Llista de topònims d'Aitona (Orografia: muntanyes, serres, collades, indrets..; hidrografia: rius, fonts...; edificis: cases, masies, esglésies, etc).

## Símbols
L'escut d'Aitona es defineix pel següent blasó:
«Escut losanjat truncat i semipartit: 1º de sinople, un gall cantant de or; 2º de gules, 8 besants d'or posats en 2 pals.; 3º d'or, 4 pals de gules. Per timbre una corona de marquès.»
Va ser aprovat el 30 de maig de 1996. El gall, un senyal tradicional de l'escut de la vila, fa al·lusió a una llegenda segons la qual la gent d'Aitona va ser alertada pel cant conjunt de tots els galls de la població d'un atac imminent dels àrabs, amb la qual cosa la vila, en alerta, es va salvar. La corona fa referència al marquesat que Felip II concedí el 1581 a Francesc I de Montcada, comte d'Aitona; els besants d'or sobre camper de gules són precisament les armes dels Montcada. Les quatre barres de l'escut de Catalunya recorden que la vila va ser conquerida als àrabs per Ramon Berenguer III.

## Cultura
Dins del terme municipal s'han trobat nombroses restes arqueològiques. A la zona de Genó es van descobrir restes d'un poblat de l'edat del bronze en el qual són visibles diversos habitatges organitzats al voltant d'un carrer central. A Carratalà s'han trobat restes d'altre poblat del mateix període.
Encara poden veure's algunes restes del castell situats sobre un pujol que domina la ciutat. L'església parroquial està dedicada a Sant Antolí. Va ser construïda en el segle xviii i la seua façana és d'estil barroc. Consta de tres naus.
Prop del centre del poble es troba el santuari de Sant Joan de Carratalà que era l'església parroquial dels pobles desapareguts Adar i Cartalà. Probablement va ser construït pels cavallers hospitalers i que es va edificar en el lloc en el qual s'alçava una antiga mesquita. El santuari, d'estil romànic, apareix citat en documents de 1168.
Aitona celebra la festa major al mes de setembre. La festa major petita té lloc al mes de maig.

## Fills il·lustres
- Antoni Sala (músic) ([…?]-1794) músic i compositor especialment de musica sagrada.
- Teresa Jornet i Ibars (1843-1897) religiosa, fundadora de les Germanetes dels Ancians Desemparats. Fou canonitzada el 1974.

## Economia
La principal activitat econòmica és l'agricultura, destacant el cultiu d'arbres fruiters. Des de 1989 compta amb una cooperativa agrícola (Fruitona).

## Demografia
| Entitat de població | Habitants (2023) |
| Aitona              | 2.552            |
| Utxesa              | 5                |
| la Canadenca        | 0                |
| Font: Idescat       |                  |

| 1497 f | 1515 f | 1553 f | 1717 | 1787  | 1857  | 1877  | 1887  | 1900  | 1910  |
| ------ | ------ | ------ | ---- | ----- | ----- | ----- | ----- | ----- | ----- |
| 145    | 126    | 145    | 448  | 1.254 | 2.080 | 2.032 | 1.818 | 2.075 | 2.246 |

| 1920  | 1930  | 1940  | 1950  | 1960  | 1970  | 1981  | 1990  | 1992  | 1994  |
| ----- | ----- | ----- | ----- | ----- | ----- | ----- | ----- | ----- | ----- |
| 2.623 | 2.469 | 2.211 | 2.526 | 2.320 | 2.126 | 2.237 | 2.345 | 2.265 | 2.265 |

| 1996  | 1998  | 2000  | 2002  | 2004  | 2006  | 2008  | 2010  | 2012  | 2014  |
| ----- | ----- | ----- | ----- | ----- | ----- | ----- | ----- | ----- | ----- |
| 2.183 | 2.184 | 2.186 | 2.193 | 2.248 | 2.370 | 2.345 | 2.393 | 2.419 | 2.415 |

| 2016  | 2018  | 2020  | 2022  | 2024  | 2026 | 2028 | 2030 | 2032 | 2034 |
| ----- | ----- | ----- | ----- | ----- | ---- | ---- | ---- | ---- | ---- |
| 2.523 | 2.545 | 2.567 | 2.521 | 2.603 | -    | -    | -    | -    | -    |